# Неметин
Неметин је насељено место у саставу града Осијека у Осјечко-барањској жупанији, Република Хрватска.

## Историја
До територијалне реорганизације у Хрватској налазио се у саставу старе општине Осијек.

## Становништво
На попису становништва 2011. године, Неметин је имао 139 становника.

## Попис 1991.
На попису становништва 1991. године, насељено место Неметин је имало 400 становника, следећег националног састава:
| Попис 1991.‍  | Попис 1991.‍  | Попис 1991.‍ | Попис 1991.‍ | Попис 1991.‍ |
| ------------ | ------------ | ----------- | ----------- | ----------- |
|              |              |             |             |             |
| Хрвати       | Хрвати       |             | 326         | 81,50%      |
| Срби         | Срби         |             | 48          | 12,00%      |
| Југословени  | Југословени  |             | 9           | 2,25%       |
| Муслимани    | Муслимани    |             | 3           | 0,75%       |
| Украјинци    | Украјинци    |             | 2           | 0,50%       |
| Немци        | Немци        |             | 1           | 0,25%       |
| Пољаци       | Пољаци       |             | 1           | 0,25%       |
| Словаци      | Словаци      |             | 1           | 0,25%       |
| остали       | остали       |             | 1           | 0,25%       |
| неопредељени | неопредељени |             | 2           | 0,50%       |
| непознато    | непознато    |             | 6           | 1,50%       |
| укупно: 400  |              |             |             |             |